# Droga wojewódzka 603
Die Droga wojewódzka 603 (DW603) ist eine zehn Kilometer lange Droga wojewódzka (Woiwodschaftsstraße) in der Woiwodschaft Pommern in Polen. Die Strecke im Powiat Sztumski verbindet die Landesstraße DK55 mit zwei weiteren Woiwodschaftsstraßen.
Die Straße zweigt in Biała Góra (Weißenberg) von der Woiwodschaftsstraße DW605 in östlicher Richtung ab. An dieser Stelle zweigt auch die Nogat von der Weichsel ab. Nach vier Kilometern mündet nördlich von Wygoda (Ehrlichsruh) die Woiwodschaftsstraße DW602 ein. Nach sechs Kilometern wird die Stadt Sztum (Stuhm) erreicht. Nach Querung der Bahnstrecke Toruń–Malbork (Thorn–Marienburg) endet die DW603 in einem Kreisverkehr (polnisch rondo) mit der Landesstraße DK55.

## Streckenverlauf
Woiwodschaft Pommern, Powiat Sztumski
-  Biała Góra (DW605)
-  nördlich Wygoda (DW602)
-  Sztum (DK55)